# Psilopsiagon
Genre
Psilopsiagon est un genre d'oiseaux de la famille des Psittacidae.

## Liste d'espèces
Selon la classification de référence du Congrès ornithologique international (version 2.8, 2011) :
- Psilopsiagon aymara (Orbigny, 1839) – Toui aymara
- Psilopsiagon aurifrons (Lesson, 1830) – Toui à bandeau jaune